# Scandix vulgaris
Scandix vulgaris är en flockblommig växtart som beskrevs av Samuel Frederick Gray. Scandix vulgaris ingår i släktet nålkörvlar, och familjen flockblommiga växter. Inga underarter finns listade i Catalogue of Life.